# East Jesus Nowhere
East Jesus Nowhere è un brano musicale dei Green Day, terzo singolo tratto dal loro ottavo album 21st Century Breakdown e pubblicato dall'etichetta discografica Reprise il 19 ottobre 2009 come singolo negli Stati Uniti, in Canada e nel Regno Unito.

## Descrizione
La versione dell'album inizia con una radio alla quale viene cambiata frequenza alcune volte, nel mentre, si possono sentire alcune voci parlare. Prima dell'inizio della canzone, si può sentire, mentre viene cambiata stazione radio, la frase: "...And we will see how godless nation we have become!".
La musica attacca dopo pochi secondi con un riff distorto di accordi di chitarra che si intensificano al quinto giro. Prosegue con la prima strofa seguita dal ritornello, la seconda strofa contenente un riff di basso e battiti di mani un secondo ritornello, un assolo e si conclude con un ultimo ritornello. La canzone, che rimprovera la religione fondamentalista, è stata scritta da Billie Joe Armstrong, dopo aver frequentato un servizio della chiesa dove venne battezzato il bambino di un amico. Il titolo è derivato da una frase nel film del 2007 Juno.
East Jesus Nowhere è anche la sigla del programma televisivo Wild - Oltrenatura.

## Video musicale
Il videoclip è stato censurato dalla TV italiana era composto da una serie di scene della band che suonava dal vivo la canzone, eccetto nel punto centrale, dove compaiono scritte le frasi "don't test me" e "second guess me" insieme all'artwork del singolo.

## Formazione
- Billie Joe Armstrong - voce e chitarra
- Mike Dirnt - basso e voce
- Tré Cool - batteria

## Classifiche
| Classifica (2009)             | Posizione massima |
| ----------------------------- | ----------------- |
| Canada                        | 71                |
| Stati Uniti (alternative)     | 17                |
| Stati Uniti (mainstream rock) | 35                |
| Stati Uniti (rock)            | 24                |